# Patrick Roux (arquero)
Patrick Roux (10 de agosto de 1972) es un deportista sudafricano que compitió en tiro con arco, en la modalidad de arco compuesto. Ganó dos medallas en el Campeonato Mundial de Tiro con Arco al Aire Libre, plata en 2013 y bronce en 2015.

## Palmarés internacional
| Campeonato Mundial al Aire Libre | Campeonato Mundial al Aire Libre | Campeonato Mundial al Aire Libre | Campeonato Mundial al Aire Libre |
| Año                              | Lugar                            | Medalla                          | Prueba                           |
| -------------------------------- | -------------------------------- | -------------------------------- | -------------------------------- |
| 2013                             | Belek (Turquía)                  | Medalla de plata                 | Equipo                           |
| 2015                             | Copenhague (Dinamarca)           | Medalla de bronce                | Equipo mixto                     |